# Inge blir voksen
Inge blir voksen er en dansk dokumentarfilm fra 1954 instrueret af Jørgen Roos efter eget manuskript.

## Handling
Seksualoplysning om menstruation beregnet på de store piger i folkeskolen, der er ved at blive voksne. Filmen forklarer cyklussen og kommer også ind på, hvilke forholdsregler pigerne skal tage i denne periode.